# 小山修作

内閣府地方創生推進室より公表された肖像画像

小山修作（おやま しゅうさく、1957年8月14日 - ）は、日本の政治家。宮城県川崎町長（3期）、元川崎町議会議員（2期）。

## 経歴
1957年（昭和32年）8月14日に川崎町に生まれた。
川崎町立本砂金小学校、秋保町立秋保中学校（現仙台市立秋保中学校）を卒業。
宮城工業高等専門学校を中退し、宮城県農業高等学校秋保分校を卒業。
東北学院大学経済学部（夜間部）に進み、卒業。
川崎町青年団団長を務めた。
2004年の川崎町議会議員選挙に出馬し、690票を獲得し、初当選。得票率は2番目だった。
2008年の町議会議員選挙に出馬し、得票率2番目の583票で当選、町議会議員を2期務めた。
川崎町長の任期満了に伴って2011年8月に行われた町長選挙に町議を辞職して立候補し、3,532票を獲得、出馬した前町長佐藤昭光に約400票差を付け、54歳で町長に当選した。
2015年（平成27年）8月には、3,457票を獲得し2選、2019年（令和元年）8月には、三度出馬した前町長佐藤を制し、3選。